# George Friedman
George Friedman (ungherese:Friedman György); Budapest, 1º febbraio 1949) è un imprenditore e politologo ungherese naturalizzato statunitense, fondatore dei think tank Stratfor e Geopolitical Futures. Professore di scienze politiche, è noto per la scrittura di libri a carattere futurologico, ovvero incentrati sull'elaborazione di scenari futuri, tra i quali The Coming War With Japan (1991), The Next 100 Years (2009) e The Next Decade (2011).

## Biografia
Friedman è nato a Budapest, in Ungheria, nel 1949, da genitori ebrei sopravvissuti all'Olocausto. La sua famiglia fuggì dall'Ungheria quando era bambino per sfuggire al regime comunista, stabilendosi prima in un campo per sfollati in Austria e poi emigrando negli Stati Uniti. Friedman descrive la storia della sua famiglia come "una storia molto classica di rifugiati che si fanno una nuova vita in America". È cresciuto a New York City e si è laureato in scienze politiche al City College di New York; ha poi conseguito un dottorato di ricerca in geopolitica presso la Cornell University.

## Carriera
Dopo il crollo dell'Unione Sovietica, studiò il potenziale per un rapporto Giappone-Stati Uniti ed è stato co-autore con sua moglie di The Coming War with Japan nel 1991. La guerra che aveva predetto non si è verificata. Friedman ha trascorso quasi 20 anni nel mondo accademico, durante i quali ha insegnato scienze politiche al Dickinson College.
Nel 1996, Friedman ha fondato Stratfor, una società privata di intelligence e previsioni, e ha ricoperto il ruolo di CEO e Chief Intelligence Officer dell'azienda. La sede centrale di Stratfor si trova ad Austin, in Texas. Si è dimesso da Stratfor nel maggio 2015. Quell'anno ha fondato Geopolitical Futures.
La reputazione di Friedman come previsore di eventi geopolitici ha portato la rivista The New York Times a commentare, in un profilo: "C'è la tentazione, quando si è vicino a George Friedman, di trattarlo come un Magic 8-Ball".
In The Next Decade, Friedman sostiene che le amministrazioni statunitensi degli anni 2010 devono creare equilibri di potere regionali dando vita a relazioni concorrenti che si compensino a vicenda. Ad esempio, in passato, l'Iraq ha bilanciato l'Iran e in seguito il Giappone ha bilanciato la Cina. Friedman afferma che quello degli anni 2010 è il decennio in cui gli Stati Uniti come potenza devono maturare per gestire il loro potere e l'equilibrio come impero e repubblica.
L'ultimo libro di Friedman, The Storm Before the Calm: America's Discord, the Coming Crisis of the 2020s, and the Triumph Beyond, è stato pubblicato nel 2020 da Doubleday.

## Vita privata
Friedman è sposato con Meredith Friedman (nata LeBard), ha quattro figli e vive ad Austin, in Texas. Lui e sua moglie sono coautori di diverse pubblicazioni.

## Opere
- The Political Philosophy of the Frankfurt School, Cornell University Press, 1981, ISBN 0-8014-1279-X.
- The Coming War With Japan, St Martins Press, 1992, ISBN 0-312-07677-0.
- The Future of War: Power, Technology and American World Dominance in the Twenty-First Century, Crown Publishers, 1996, ISBN 0-517-70403-X.
- The Intelligence Edge: How to Profit in the Information Age, Crown, 1997, ISBN 0-609-60075-3.
- America's Secret War: Inside the Hidden Worldwide Struggle Between the United States and Its Enemies, Doubleday, 2004, ISBN 0-385-51245-7.
- The Next 100 Years: A Forecast for the 21st Century, Doubleday, 2009, ISBN 0-385-51705-X.
- The Next Decade: What the World Will Look Like, Doubleday, 2011, ISBN 0-385-53294-6.
- Flashpoints: The Emerging Crisis in Europe, Doubleday, 2015, ISBN 0-385-53633-X.
- The Storm Before the Calm: America's Discord, the Coming Crisis of the 2020s, and the Triumph Beyond, Doubleday, 2020, ISBN 9780385540490.